# Artaserse (Vinci)
Pour le livret et les opéras homonymes, voir Artaserse.
Représentations notables
- 2012 : Opéra national de Lorraine

Artaserse est un opéra baroque du compositeur napolitain Leonardo Vinci sur un livret homonyme de Pietro Metastasio, créé en 1730 à Rome.

## Historique
Artaserse est le dernier opéra du compositeur napolitain Leonardo Vinci.
Artaserse est créé le 4 février 1730 au Teatro delle Dame avec des décors de Giovanni Battista Oliverio et Pietro Orte et des ballets chorégraphiés de Pietro Gugliantini. L'ouvrage et le compositeur connaissent un véritable succès à la création. Le livret est imprimé en 1730 à Rome par Zempel e de Mey et la même année à Venise par Carlo Buonarigo. Une ordonnance papale interdit aux femmes de se représenter sur scène alors tous les rôles sont tenus par des hommes, castrats. Le succès de l'opéra est tel que quelques semaines après la création, le compositeur Johann Adolf Hasse réemploie le livret dans son propre opéra, Artaserse (en), créé la même année. 
L'opéra est repris plus tard de cette année à Milan pour le mariage du marquis Guido Bentivoglio, puis en octobre 1731, au teatro Bonacossi de Ferrare. Lors de ces deux reprises, le castrat Farinelli, dans le rôle de d'Arbace, rencontre un grand succès auprès du public,. Écrit à l'origine pour le théâtre San Bartolomeo de Venise, il n'y est finalement pas monté en création mais plus tard, après la mort du compositeur, survenue en mai 1730. Il est également repris au teatro San Carlo de Naples en 1743. Le livret de cet opéra et le succès de sa musique inspire plus de cent autres compositeurs qui l'adapteront également sur scène lyrique. Cet opéra reste comme une des plus grandes réussites du duo.
L'opéra est monté en 2007 à Vienne au Musikwerkstatt Wien sous la direction de Huw Rhys James (de) et mis en scène par Nicola Raab (de). Il est produit avec succès en novembre 2012 à l'Opéra national de Lorraine à Nancy, dirigé par Diego Fasolis et mis en scène par Silviu Purcarete, dans une distribution exclusivement masculine, pour des contreténors. Une captation est effectuée et enregistrement en CD et en DVD paraissent ensuite. Il est remonté en 2014 à l'opéra royal du château de Versailles et au Théâtre des Champs-Élysées en 2016. Il est de nouveau produit en 2015 à Cassel au Staatstheater Kassel, dirigé par Jörg Halubek et mis en scène par Sonja Trebes. Cette fois-ci, hormis le rôle principal interprété par Yuriy Mynenko (de), les personnages masculins sont confiés à des femmes.

## Description
Artaserse est un dramma per musica en trois actes avec ballets d'une durée de plus de trois heures. Le livret est dédié à Clementine Sobieska, épouse de Jacques François Stuart, prétendant au trône d’Angleterre. L'action du livret se déroule à Suse, la capitale de la monarchie perse. 

### Rôles
Les rôles d'Artaserse sont les suivants :
| Rôle                                               | Tessiture               | Créateur              |
| -------------------------------------------------- | ----------------------- | --------------------- |
| Artaserse, roi de Perse                            | contralto (castrat)     | Raffaele Signorini    |
| Mandane, sœur d’Artaserse, amante d’Arbace         | soprano (castrat)       | Giacinto Fontana      |
| Artabano, préfet de la garde royale                | ténor                   | Francisco Tolve       |
| Arbace, fils d'Artabano, ami d'Artaserse           | alto (castrat)          | Giovanni Carestini    |
| Semira, fille d'Artabano, amante d'Artaserse       | contralto (castrat)     | Giuseppe Appiani (de) |
| Megabise, général de l’armée, confident d’Artabano | mezzo-soprano (castrat) | Giovanni Ossi         |

## Enregistrements
- 2012 : Virgin Classics, CD (602869-2)[6] et 2014, Erato, DVD (46323234)[9]. Dir. : Diego Fasolis avec Concerto Köln et Philippe Jaroussky (Artaserse), Max Emanuel Cenčić (Mandane), Franco Fagioli (Arsace), Valer Barna-Sabadus (Semira), Daniel Behle (Artabano), Yuriy Mynenko (Megabise).